# Gynoplistia habbemae
Gynoplistia habbemae är en tvåvingeart. Gynoplistia habbemae ingår i släktet Gynoplistia och familjen småharkrankar.

## Underarter
Arten delas in i följande underarter:
- G. h. habbemae
- G. h. perdistincta